# Lista de vice-presidentes da Colômbia

Selo do vice-presidente

O cargo de vice-presidente da Colômbia já foi ocupado por 27 pessoas diferentes, sendo a primeira Francisco Antonio Zea e a mais recente Francia Márquez, atualmente no cargo. Inicialmente, previa-se que o vice-presidente desempenhasse simultaneamente as funções de presidente do Conselho de Estado, mas esta ideia foi posta de parte. O vice-presidente é eleito juntamente com o presidente. A Constituição colombiana estabelece que, em caso de morte, renúncia ou destituição do Presidente, o Vice-Presidente torna-se o novo Presidente.
Durante os extintos Estados da Confederação Granadina e dos Estados Unidos da Colômbia, a figura do Vice-Presidente não constava das respectivas constituições. Em 1886, com a República da Colômbia, foi introduzida a figura do Vice-Presidente, considerado como um contrapeso e de igual respeito ao Presidente. Durante este período, três Vice-Presidentes, Miguel Antonio Caro, José Manuel Marroquín e  Ramón González Valencia ascenderam à presidência após a morte ou a demissão do presidente. Este último seria o último vice-presidente da Colômbia em 84 anos. Durante este período, o Presidente confiou ao seu ministro de maior confiança as funções de Presidente, sob a designação de Nomeado Presidencial. Embora o cargo de vice-presidente nunca tenha sido eliminado, foi evitado devido ao conflito em que se tornou devido ao facto de os seus dois últimos antecessores serem detractores do presidente, pelo que o cargo ficaria vago desde 1010. O cargo de vice-presidente regressaria com a 
Constituição colombiana de 1991, onde se estabeleceu a figura do vice-presidente para evitar que pessoas não eleitas se tornassem presidentes, sendo Humberto de La Calle o primeiro vice-presidente da Colômbia em mais de seis décadas.

## Vice-presidentes da Colômbia
| Nº                                                         | Vice-Presidente                                         | Vice-Presidente                                         | Início do mandato                                       | Fim do mandato                                          | Partido                                                 | Presidente                   |  |
| ---------------------------------------------------------- | ------------------------------------------------------- | ------------------------------------------------------- | ------------------------------------------------------- | ------------------------------------------------------- | ------------------------------------------------------- | ---------------------------- |  |
| República de Grã-Colômbia (1819-1831)                      |                                                         |                                                         |                                                         |                                                         |                                                         |                              |  |
| 1                                                          |                                                         | Francisco Antonio Zea                                   | 17 de dezembro de 1819                                  | 21 de março de 1820                                     | Independente                                            | Simón Bolívar                |  |
| 2                                                          |                                                         | Juan Germán Roscio                                      | 21 de março de 1820                                     | 4 de abril de 1821                                      | Independente                                            | Simón Bolívar                |  |
| 3                                                          |                                                         | Antonio Nariño                                          | 4 de abril de 1821                                      | 6 de junho de 1821                                      | Independente                                            | Simón Bolívar                |  |
| 4                                                          |                                                         | José María del Castillo                                 | 6 de junho de 1821                                      | 3 de outubro de 1821                                    | Independente                                            | Simón Bolívar                |  |
| 5                                                          |                                                         | Francisco de Paula Santander                            | 3 de outubro de 1821                                    | 19 de setembro de 1827                                  | Independente                                            | Simón Bolívar                |  |
| Vago entre 19 de setembro de 1827 e 3 de maio de 1830      |                                                         |                                                         |                                                         |                                                         | Independente                                            | Simón Bolívar                |  |
| 6                                                          |                                                         | Domingo Caycedo                                         | 3 de maio de 1830                                       | 21 de novembro de 1831                                  | Independente                                            | José Ignacio de Márquez      |  |
| República de Nova Granada (1832-1858)                      |                                                         |                                                         |                                                         |                                                         |                                                         |                              |  |
| 7                                                          |                                                         | José María Obando                                       | 21 de novembro de 1831                                  | 10 de março de 1832                                     | Partido Liberal                                         | Domingo Caycedo              |  |
| 8                                                          |                                                         | José Ignacio de Márquez                                 | 10 de março de 1832                                     | 12 de maio de 1833                                      | Partido Conservador                                     | Francisco de Paula Santander |  |
| 9                                                          |                                                         | Joaquín de Mosquera                                     | 12 de maio de 1833                                      | 1 de abril de 1835                                      | Partido Conservador                                     | Francisco de Paula Santander |  |
| 9                                                          |                                                         | José Ignacio de Márquez                                 | 1 de abril de 1835                                      | 1 de abril de 1837                                      | Partido Conservador                                     | Francisco de Paula Santander |  |
| 10                                                         |                                                         | Domingo Caycedo                                         | 1 de abril de 1837                                      | 1 de abril de 1843                                      | Independente                                            | José Ignacio de Márquez      |  |
| 11                                                         |                                                         | Joaquín Gori                                            | 1 de abril de 1843                                      | 1 de abril de 1845                                      | Partido Conservador                                     | Pedro Alcántara Herrán       |  |
| 12                                                         |                                                         | Rufino Cuervo                                           | 1 de abril de 1845                                      | 1 de abril de 1851                                      | Partido Conservador                                     | Tomás Cipriano de Mosquera   |  |
| 13                                                         |                                                         | José de Obaldía                                         | 1 de abril de 1851                                      | 1 de abril de 1855                                      | Partido Liberal                                         | José Hilario López           |  |
| 14                                                         |                                                         | Manuel María Mallarino                                  | 1 de abril de 1855                                      | 1 de abril de 1857                                      | Partido Conservador                                     | José de Obaldía              |  |
| Vago entre 1 de abril de 1857 e 4 de agosto de 1886        | Vago entre 1 de abril de 1857 e 4 de agosto de 1886     | Vago entre 1 de abril de 1857 e 4 de agosto de 1886     | Vago entre 1 de abril de 1857 e 4 de agosto de 1886     | Vago entre 1 de abril de 1857 e 4 de agosto de 1886     | Vago entre 1 de abril de 1857 e 4 de agosto de 1886     | Mariano Ospina Rodríguez     |  |
| República da Colômbia (1886–hoje)                          |                                                         |                                                         |                                                         |                                                         |                                                         |                              |  |
| 15                                                         |                                                         | Eliseo Payán                                            | 13 de dezembro de 1887                                  | 8 de fevereiro de 1888                                  | Partido Conservador                                     | Rafael Núñez                 |  |
| Vago entre 8 de fevereiro de 1888 e 7 de agosto de 1892    |                                                         |                                                         |                                                         |                                                         |                                                         | Rafael Núñez                 |  |
| 16                                                         |                                                         | Miguel Antonio Caro                                     | 7 de agosto de 1892                                     | 18 de setembro de 1894                                  | Partido Conservador                                     | Rafael Núñez                 |  |
| Vago entre 18 de setembro de 1894 e 7 de agosto de 1898    | Vago entre 18 de setembro de 1894 e 7 de agosto de 1898 | Vago entre 18 de setembro de 1894 e 7 de agosto de 1898 | Vago entre 18 de setembro de 1894 e 7 de agosto de 1898 | Vago entre 18 de setembro de 1894 e 7 de agosto de 1898 | Vago entre 18 de setembro de 1894 e 7 de agosto de 1898 | Miguel Antonio Caro          |  |
| 17                                                         |                                                         | José Manuel Marroquín                                   | 7 de agosto de 1898                                     | 31 de julho de 1900                                     | Partido Conservador                                     | Manuel Antonio Sanclemente   |  |
| Vago entre 31 de julho de 1900 e 7 de agosto de 1904       | Vago entre 31 de julho de 1900 e 7 de agosto de 1904    | Vago entre 31 de julho de 1900 e 7 de agosto de 1904    | Vago entre 31 de julho de 1900 e 7 de agosto de 1904    | Vago entre 31 de julho de 1900 e 7 de agosto de 1904    | Vago entre 31 de julho de 1900 e 7 de agosto de 1904    | Manuel Antonio Sanclemente   |  |
| 18                                                         |                                                         | Ramón González Valencia                                 | 7 de agosto de 1904                                     | 10 de março de 1905                                     | Partido Conservador                                     | Rafael Reyes                 |  |
| Vago entre 10 de março de 1905 e 7 de agosto de 1994       |                                                         |                                                         |                                                         |                                                         |                                                         | Rafael Reyes                 |  |
| 19                                                         |                                                         | Humberto de La Calle                                    | 7 de agosto de 1994                                     | 10 de setembro de 1996                                  | Partido Liberal                                         | Ernesto Samper               |  |
| Vago entre 10 de setembro de 1996 e 19 de setembro de 1996 |                                                         |                                                         |                                                         |                                                         |                                                         | Ernesto Samper               |  |
| 20                                                         |                                                         | Carlos Lemos Simmonds                                   | 19 de setembro de 1996                                  | 7 de agosto de 1998                                     | Partido Liberal                                         | Ernesto Samper               |  |
| 21                                                         |                                                         | Gustavo Bell                                            | 7 de agosto de 1998                                     | 7 de agosto de 2002                                     | Partido Conservador                                     | Andrés Pastrana              |  |
| 22                                                         |                                                         | Francisco Santos                                        | 7 de agosto de 2002                                     | 7 de agosto de 2010                                     | Primeiro Colômbia                                       | Álvaro Uribe                 |  |
| 23                                                         |                                                         | Angelino Garzón                                         | 7 de agosto de 2010                                     | 7 de agosto de 2014                                     | Unidade Nacional                                        | Juan Manuel Santos           |  |
| 24                                                         |                                                         | Germán Vargas Lleras                                    | 7 de agosto de 2014                                     | 21 de março de 2017                                     | Unidade Nacional                                        | Juan Manuel Santos           |  |
| Vago entre 21 de março de 2017 e 29 de março de 2017       |                                                         |                                                         |                                                         |                                                         | Unidade Nacional                                        | Juan Manuel Santos           |  |
| 25                                                         |                                                         | Óscar Naranjo                                           | 21 de março de 2017                                     | 7 de agosto de 2018                                     | Unidade Nacional                                        | Juan Manuel Santos           |  |
| 26                                                         |                                                         | Marta Lucía Ramírez                                     | 7 de agosto de 2018                                     | 7 de agosto de 2022                                     | Centro Democrático                                      | Iván Duque                   |  |
| 27                                                         |                                                         | Francia Márquez                                         | 7 de agosto de 2022                                     | Eleita em 19 de junho de 2022                           | Pólo Democrático Alternativo                            | Gustavo Petro                |  |